# Pandora's Box (série télévisée)
Pandora's Box est une série documentaire britannique en six épisodes réalisée par Adam Curtis, sorti en 1992. Elle a pour sujet les dangers de la rationalité technocratique et politique.

## Fiche technique
- Titre français : Pandora's Box
- Réalisation : Adam Curtis
- Production : BBC Two
- Pays d'origine : Royaume-Uni
- Format : Couleurs - 35 mm
- Genre : documentaire
- Date de sortie : 1992

## Épisodes
1. The Engineers' Plot
2. To The Brink of Eternity
3. The League of Gentlemen
4. Goodbye Mrs Ant
5. Black Power
6. A Is for Atom

## Récompense
- British Academy Television Awards 1993 : Award for Best Factual Series or Strand